# 니시이와이군

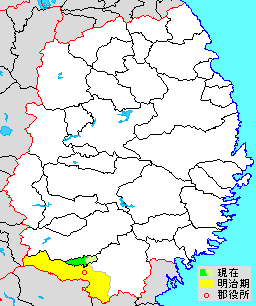
이와테현 니시이와이군의 위치(녹색:히라이즈미정 연녹색:후에 다른 군에서 편입한 구역)

니시이와이군(일본어: 西磐井郡, にしいわいぐん)은 일본 이와테현 남부에 위치한 군이다.
인구 6,566명, 면적 63.39km², 인구밀도 104명/km².(2025년 3월 1일, 추계인구)
이하 1정으로 구성된다.
- 히라이즈미정(平泉町)

## 군역
1879년 행정 구역으로 발족 당시의 군역은, 대체로 아래 구역에 해당한다.
- 이치노세키시의 일부(기타카미강 서쪽)
- 히라이즈미정의 일부(기타카미강 서쪽))

## 역사
- 1878년 11월 26일 - 군구정촌 편제법이 이와테현에서 시행되면서, 행정 구역으로서의 이와이군이 발족.
- 1879년 1월 4일 - 이와이군이 분할되어, 히가시이와이군과 니시이와이군이 각각 발족.

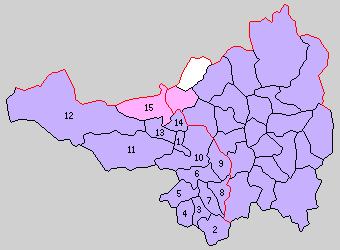
1.이치노세키정 2.나가이촌 3.와쿠쓰촌 4.유시마촌 5.하나이즈미촌 6.가자와촌 7.오이마쓰촌 8.히카타촌 9.야사카에촌 10.마타키촌 11.하기쇼촌 12.겐비촌 13.야마노메촌 14.나카사토촌 15.히라이즈미촌 (보라:이치노세키시 분홍:히라이즈미정)

- 1889년 4월 1일 - 정촌제 시행으로, 아래의 정촌이 발족. 히라이즈미촌을 제외하고는 모두 현 이치노세키시.(1정 14촌)
  - 이치노세키정(一関町), 나가이촌(永井村), 와쿠쓰촌(涌津村), 유시마촌(油島村), 하나이즈미촌(花泉村), 가자와촌(金沢村), 오이마쓰촌(老松村), 히카타촌(日形村), 야사카에촌(弥栄村), 마타키촌(真滝村), 하기쇼촌(萩荘村), 겐비촌(厳美村), 야마노메촌(山目村), 나카사토촌(中里村)
  - 히라이즈미촌(平泉村)
- 1948년
  - 1월 1일 - 야마노메촌이 정제 시행으로 야마노메정(山目町)이 됨.(2정 13촌)
  - 4월 1일 - 이치노세키정·야마노메정·마타키촌·나카사토촌이 합병하여, 이치노세키시(一関市)가 발족, 군에서 이탈.(11촌)
- 1953년 10월 1일 - 히라이즈미촌이 정제 시행으로 히라이즈미정(平泉町)이 됨.(1정 10촌)
- 1955년
  - 1월 1일(2정 1촌)
    - 겐비촌·하기쇼촌·야사카에촌이 이치노세키시·히가시이와이군 마이카와촌과 합병하여, 새로이 이치노세키시(제2차)가 발족, 군에서 이탈..
    - 하나이즈미촌·오이마쓰촌·나가이촌·히카타촌·유시마촌·와쿠쓰촌이 합병하여, 하나이즈미정(花泉町)이 발족.

  - 4월 15일 - 히라이즈미정이 히가시이와이군 나가시마촌과 합병하여, 새로이 히라이즈미정(제2차)이 발족.
- 1956년 9월 30일 - 가자와촌이 하나이즈미정에 편입.(2정)
- 2005년 9월 20일 - 하나이즈미정이 이치노세키시·히가시이와이군 다이토정·센마야정·히가시야마정·무로네촌·가와사키촌과 합병하여, 새로이 이치노세키시(제3차)가 발족, 군에서 이탈.(1정)

## 참고 문헌
- 《가도카와 일본 지명 대사전》 편집위원회, 편집. (1985년 2월 7일). 《가도카와 일본 지명 대사전》. 3 이와테현. 가도카와 쇼텐. ISBN 4040010302.

## 같이 보기
- 이와이군 (이와테현)
- 히가시이와이군